# Брунелло ди Монтальчино
Бруне́лло ди Монтальчи́но (итал. Brunello di Montalcino) — сухое красное вино высшего качества, производящееся в окрестностях Монтальчино (Тоскана) и способное к очень длительному хранению (созреванию). Характеризуется сложностью аромата, развитой структурой, «шёлковыми» танинами и выраженной кислотностью. Вина данной категории не рекомендуется употреблять ранее чем через десять лет после сбора урожая. Брунелло — самое дорогостоящее из традиционных вин Италии.

## Производство
Монтальчино — одно из самых сухих и жарких мест Тосканы, поэтому виноград здесь поспевает на неделю раньше, чем у конкурентов в Монтепульчано (в 25 км к востоку). Местный виноград  брунелло (от итал. bruno — «коричневый»), как было доказано ещё в 1879 году, представляет собой вариант сорта санджовезе, распространённого по всей Италии. Виноградники занимают площадь в 1200 га (всего 8 % от общей территории коммуны Монтальчино) и граничат с долинами Орча, Ассо и Омброне.
Санджовезе сильно подвержен мутациям (по этому параметру его можно уподобить пино нуар). Санджовезе из Монтальчино получил местное название брунелло, или санджовезе гроссо («крупный санджовезе»), так как ягоды у него крупнее, чем у обычного санджовезе. Гроздь же брунелло отличается меньшим размером, отчего ягоды вызревают лучше. Как результат, лоза даёт меньше плодов, что обеспечивает более высокое качество веществ, позволяющих вину гармонично развиваться.
Климат в Монтальчино мягкий, типично средиземноморский — с обильными дождями в мае, октябре и ноябре. Снежная зима бывает очень редко, а горный массив Амиата на юго-западе (1700 метров над уровнем моря) создаёт надёжный барьер от климатических стрессов. Почвы с преобладанием известняка и песчаника отличаются небольшой глубиной и хорошим дренажем. Благодаря климатическим и почвенным особенностям именно в Монтальчино тосканский санджовезе даёт самые насыщенные вина: содержание сухих веществ в районе 30 грамм на литр.

## История
О том, что монтальчинское вино — лучшее в Тоскане, писал ещё в 1831 году Козимо Ридольфи. Брунелло, выдержанное не менее десятка лет в больших бочках, стало вырабатываться в 1865 году семейством Бьонди-Санти (Biondi-Santi). Вплоть до окончания Второй мировой войны этому семейству принадлежала монополия на выпуск вина под маркой Брунелло. При этом вина выпускались на рынок только в самые удачные с точки зрения урожая годы, а именно в 1888, 1891, 1925 и 1945 годах. Соответственно, Брунелло имело репутацию самого редкого вина Италии и ценилось крайне высоко.
Революцию в местном виноделии произвела американская фирма Banfi Vintners, которая пришла в Монтальчино в 1960-е годы. В течение последующего полувека территория виноградников аппелласьона выросла со 157 акров до 2940, а число производителей увеличилось с 11-ти до 258. Бьонди-Санти настаивали на длительной (не менее 5-6 лет) выдержке вина в больших бочках, тогда как новые производители считали это требование финансово обременительным и стали снижать срок выдержки. Благодаря Banfi Vintners в качестве основного экспортного рынка сформировались США, которые потребляют не менее трети всего Брунелло.
Как и в случае с Бароло, растущий спрос на «женственные» вина с меньшей кислотностью и преобладанием фруктовых нот привёл к тому, что в конце XX века молодое поколение американских (и не только) ценителей вина стало отворачиваться от Брунелло. С течением времени эксперты стали обращать внимание, что Брунелло всё чаще оказывалось гораздо темнее по цвету, чем свойственно винам из санджовезе, и не обладало характерной для этого винограда кислотностью. Ходили слухи, что многие виноделы Монтальчино, желая сделать свой продукт более доступным, смешивали виноматериалы из местного санджовезе с более дешёвыми виноматериалами из других сортов винограда, привезёнными с юга Италии. Наконец весной 2008 года грянул скандал, прозванный в прессе «Брунеллополи»: полиция начала расследование в отношении 20 производителей Брунелло, которые обвинялись в добавлении к нему виноматериалов, полученных из иных сортов винограда, нежели санджовезе. В то время предполагалось, что фальсификации могли затронуть миллион литров вина.

Одной из причин произошедшего было то, что при установлении границ аппелласьона в него попали виноградники с терруаром, не подходящим для выращивания качественного санджовезе и, соответственно, для производства Брунелло. С учётом того, что пересмотр границ аппелласьона  чреват огромными потерями для владельцев таких виноградников, вопрос был отложен на неопределённый срок. После завершения разбирательства было внесено предложение разрешить использование при производстве Брунелло мерло и иных международных (не традиционных для Италии, но более привычных для основной массы современных потребителей) сортов винограда, однако большинство производителей проголосовали за сохранение старых правил. 

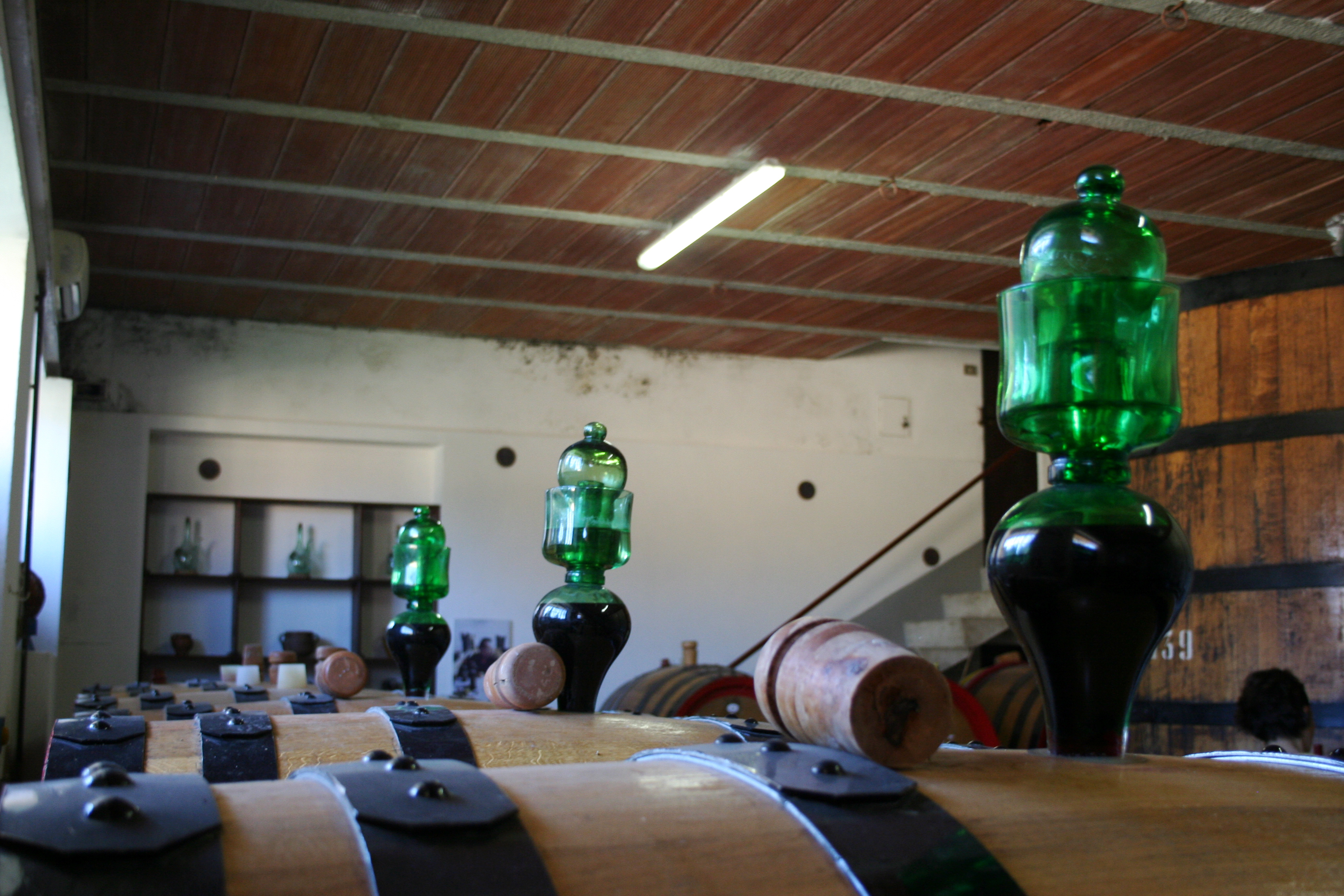
Бочки с вином в винодельне Biondi Santi

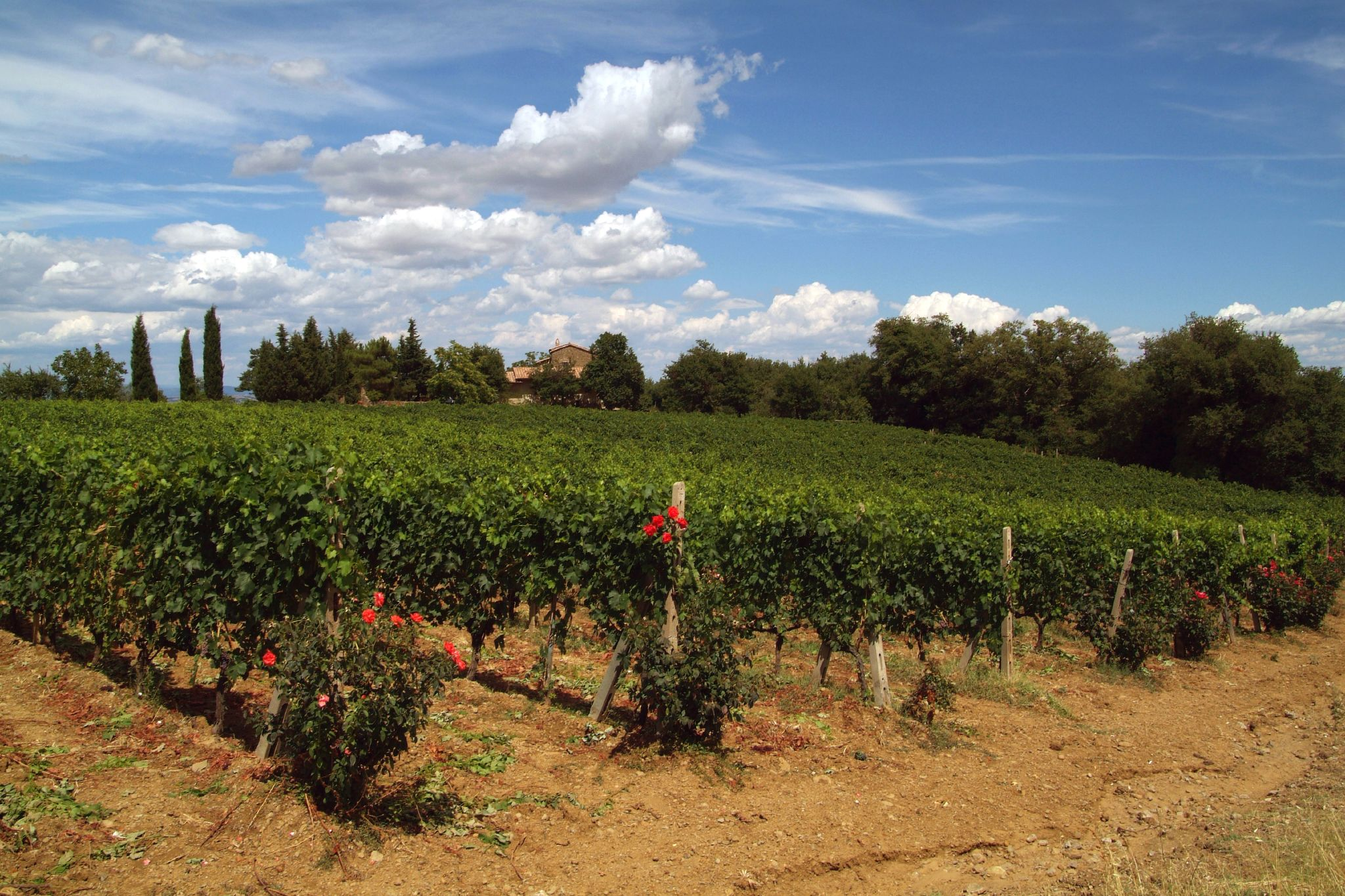
Виноградники в окрестностях Монтальчино

В декабре 2012 года сообщалось, что неизвестный злоумышленник ворвался в монтальчинскую винодельню Case Basse di Gianfranco Soldera и открыл краны у бочек Брунелло производства 2007—2012 годов. В результате были потеряны более 600 гекталитров (приблизительно 85 тысяч бутылок) вина общей стоимостью около 6 млн долларов.

## Технические параметры
- Региональная категория: Denominazione di Origine Controllata e Garantita (DOCG). Категория региону была присвоена указом президента Италии от 1 июля 1980 года — в числе трёх первых аппеллясьонов Италии.
- Территория производства: виноградники в окрестностях Монтальчино
- Сорт винограда: санджовезе (местное название — брунелло)
- Максимальная урожайность: 54,4 гл/га
- Обязательная выдержка в бочке: 2 года в дубовых бочках
- Обязательная выдержка в бутылке: 4 месяца (6 месяцев для Brunello di Montalcino Riserva)
- Минимальный уровень содержания алкоголя: 12,5 % (чаще всего превышает 14 %[1])
- Минимальная кислотность: 5г/литр
- Минимальное количество сухих взвесей: 24 г/литр
- Бутилирование: на месте производства
- Поступление в продажу: через 5 лет после сбора урожая (через 6 лет для Brunello di Montalcino Riserva)
- Упаковка: вино может быть разлито только в бутылку «бордосского типа»
- Цвет: от насыщенного рубинового до тёмно-бордового
- Вкус: суховатый, тёплый, гармоничный с выраженными танинами
- Подача: при температуре 18-20 °C в бокалах «бургундского» типа
- Сопровождение: вино прекрасно подойдёт для сопровождения выдержанных сыров (Пармиджано, Пекорино Тоскано, Томм), мясных блюд со сложными соусами, дичи с грибными соусами и соусами из трюфеля.

Если виноматериалы не соответствуют требованиям аппелласьона (например, погодные условия в том или ином году были хуже обычных), то соответствующее вино выпускается на рынок под маркой Rosso di Montalcino («Красное из Монтальчино»), которая относится к более низкой категории (DOC). Такое «второе вино» легче, чем Брунелло, в 2-3 раза дешевле и не предполагает длительной выдержки.

## Потребительские свойства
По выраженности танинов (насыщенных, но сбалансированных) Брунелло уступает своему конкуренту за право считаться «королём итальянских вин» — пьемонтскому Бароло, хотя цвет тосканского вина существенно темнее. У достаточно молодого Брунелло сомелье отмечают цветочные, луговые, слегка пряные ароматы (мята, душица, розмарин); также при описании аромата упоминаются мараскино, выдержанный бальзамик и хлопья красного перца. С возрастом появляются оттенки инжира, кэроба, сладкого табака, эспрессо и кожи.
Многие характеристики сближают брунелло с элитными бургундскими винами. Brunello di Montalcino Riserva Biondi Santi урожая 1955 года — единственное итальянское вино, включённое экспертами издания Wine Spectator в список 12-ти лучших вин XX века.

## Таблица урожаев
|            |            |            |            |            | 1945 ***** | 1946 ****  | 1947 ****  | 1948 **    | 1949 ***   |
| 1950 ****  | 1951 ****  | 1952 ***   | 1953 ***   | 1954 **    | 1955 ***** | 1956 **    | 1957 ****  | 1958 ****  | 1959 ***   |
| 1960 ***   | 1961 ***** | 1962 ****  | 1963 ***   | 1964 ***** | 1965 ****  | 1966 ****  | 1967 ****  | 1968 ***   | 1969 **    |
| 1970 ***** | 1971 ***   | 1972 *     | 1973 ***   | 1974 **    | 1975 ***** | 1976 *     | 1977 ****  | 1978 ****  | 1979 ****  |
| 1980 ****  | 1981 ***   | 1982 ****  | 1983 ****  | 1984 *     | 1985 ***** | 1986 ***   | 1987 ***   | 1988 ***** | 1989 **    |
| 1990 ***** | 1991 ****  | 1992 **    | 1993 ****  | 1994 ****  | 1995 ***** | 1996 ***   | 1997 ***** | 1998 ****  | 1999 ****  |
| 2000 ***   | 2001 ****  | 2002 **    | 2003 ****  | 2004 ***** | 2005 ****  | 2006 ***** | 2007 ***** | 2008 ****  | 2009 ****  |
| 2010 ***** | 2011 ****  | 2012 ***** | 2013 ***** | 2014 ***   | 2015 ***** | 2016 ***** | 2017 ****  | 2018 ****  | 2019 ***** |
| 2020 ***** |            |            |            |            |            |            |            |            |            |

Чем больше звездочек — тем выше качество урожая. Таблица сводных данных по качеству урожаев в Монтальчино основана на данных, полученных из следующих источников:
- Hugh Johnson’s «Pocket Wine Book»; с 2000 по 2009 года; Mitchell Beazley
- Parker’s «Wine Buyer’s Guide»; с 3-го по 7-е издание; Simon & Schuster
- Gambero Rosso’s «Italian Wines Annual»; с 2000 по 2009 года, Gambero Rosso